# 波特萊爾大遇險
《波特萊爾大遇險》（英語：A Series of Unfortunate Events），是美國作家雷蒙尼·史尼奇（原名丹尼爾·韓德勒）的奇幻文學系列作品，總共十三本。
現已被翻譯成41種語言出版，在全球售出六千多萬冊，並被改編為電影和電視劇。

## 內容概要
《波特萊爾大遇險》是一系列不太愉快的故事，全13本書都是在描述波特萊爾孤兒們不幸的生活。紫兒、克勞斯和桑妮三姐弟，原本住在豪華的波特萊爾大宅邸，後來因一場突如其來的大火燒掉了房子，使得父母雙亡。遺囑執行人波先生又把三姐弟帶往邪惡的歐拉夫伯爵家。歐拉夫伯爵是一个可怕的監護人，只關心孤兒的父母留下的鉅額財富。歐拉夫的詭计被揭穿後失去監護權，但他仍不罷休，發誓無論天涯海角，他都會找到孤兒們。

## 各集列表

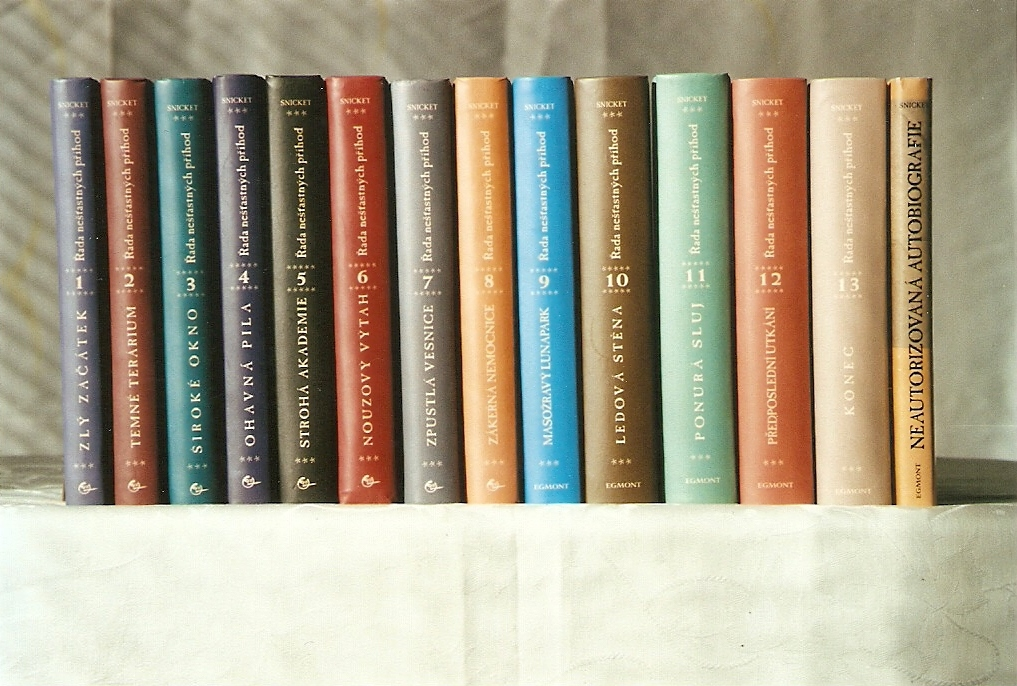
捷克語版本。

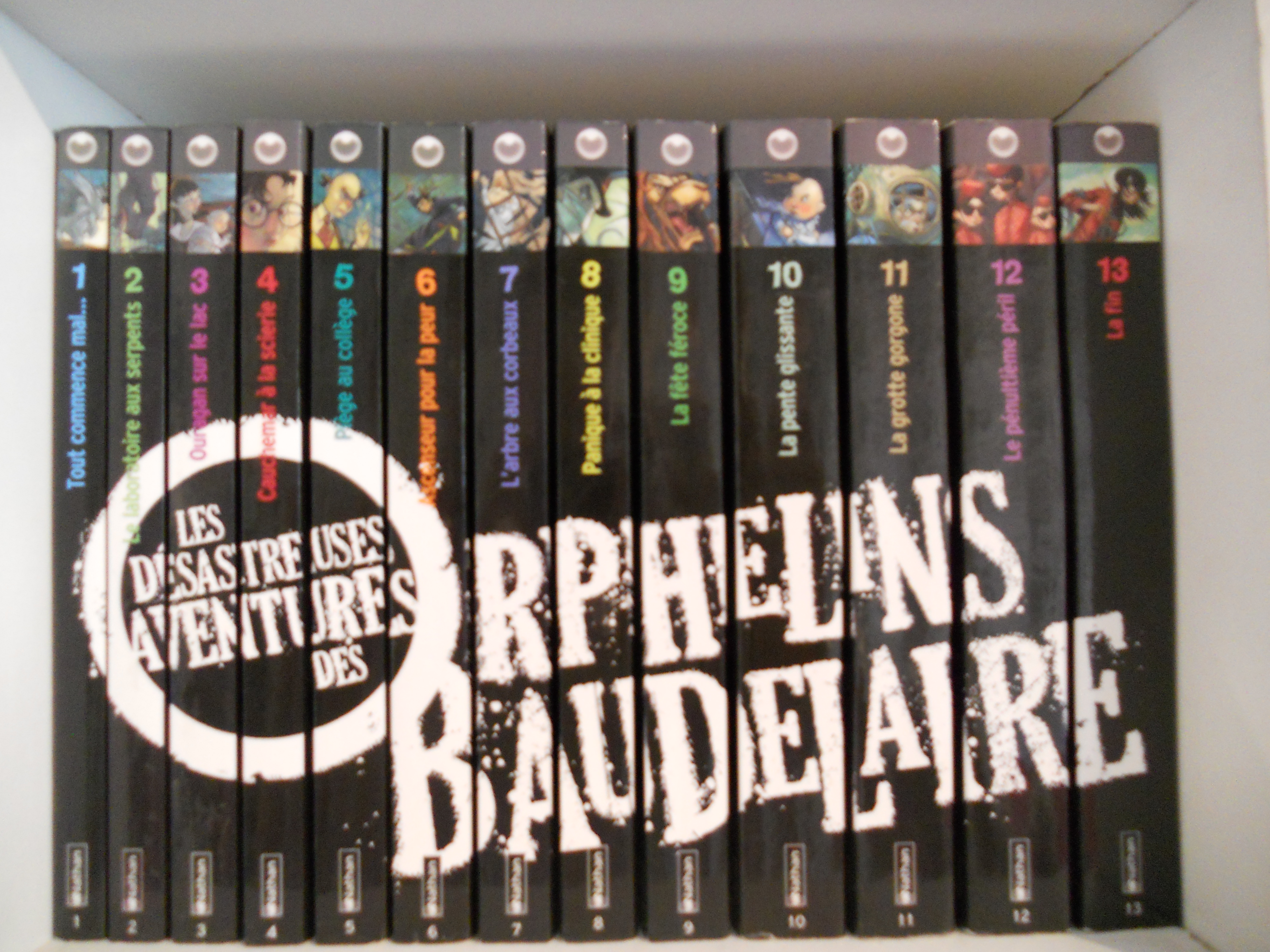
法語版本。

- 《悲慘的開始》
- 《可怕的爬蟲屋》
- 《鬼魅的大窗子》
- 《糟糕的工廠》
- 《嚴酷的學校》
- 《破爛的電梯》
- 《邪惡的村子》
- 《恐怖的醫院》
- 《吃人的遊樂園》
- 《絕命的山崖》
- 《陰森的洞穴》
- 《混亂的旅館》
- 《大結局》

## 創作
小說家丹尼爾·韓德勒以筆名「雷蒙尼·史尼奇」出版了這部系列小說。
由於韓德勒喜歡詩人夏爾·波特萊爾的作品的緣故，所以才將《波特萊爾大遇險》故事主角的姓設定為「波特萊爾」。他也表示故事中波特萊爾三姐弟的悲慘遭遇在某種程度上類似現實中猶太人的經歷。

## 改編作品

### 電影
2004年改編自本作品的電影《波特萊爾的冒險》上映，由布萊德·希伯林（Brad Silberling）執導，金·凱瑞、梅莉·史翠普、比利·康諾利等人主演。

### 電視劇（2017年NETFLIX版）
《波特萊爾大遇險》為Netflix原創製作的影集，第一季共八集，官方中文劇名譯作《波特萊爾的冒險》或《尼蒙利斯連環不幸事件》，由艾美獎得主巴瑞·索尼費德（Barry Sonnenfeld）及丹尼爾·韓德勒 （Daniel Handler，即作者雷蒙·斯尼奇）擔任監製，第一季改編自原著中的首四集故事。值得一提的是，巴瑞·索尼費德（Barry Sonnenfeld） 也是2004年《尼蒙利斯連環不幸事件》電影版本之監製。

#### 製作及正式播放
2015年12月3日，Netflix 宣布將重新選角為開拍新版本影集，並進行公開招募飾演紫兒及克勞斯·波特萊爾的演員。
2017年1月13日，Netflix 一日內釋出第一季影集。

#### 演員及角色
- 派屈克·華博頓 （Patrick Warburton）（飾演雷蒙尼·史尼奇）
- 尼爾·派屈克·哈里斯 （Neil Patrick Harris）（飾演歐拉夫伯爵（Count Olaf），同時為本影集製片）
- 瓊安·庫薩克 （Joan Cusack）（飾演史卓絲法官 (Justice Strauss)）
- 瑪麗娜·維斯曼 （Malina Weissman）（飾演紫兒·波特萊爾 (Violet Baudelaire)）
- 路易·海恩斯 （Louis Hynes）（飾演克勞斯·波特萊爾 (Klaus Baudelaire)）
- 里斯·史密斯 （Presley Smith）（飾演桑妮·波特萊爾 (Sunny Baudelaire)）

## 外部連結
- Netflix（香港）上 《尼蒙利斯連環不幸事件》影集介紹